# Pararaneus pseudostriatus
Pararaneus pseudostriatus là một loài nhện trong họ Araneidae.
Loài này thuộc chi Pararaneus. Pararaneus pseudostriatus được Embrik Strand miêu tả năm 1908.